# Mistrzostwa Europy w Lekkoatletyce 2022 – bieg na 3000 m z przeszkodami kobiet
Bieg na 3000 metrów z przeszkodami kobiet – jedna z konkurencji biegowych rozgrywanych podczas lekkoatletycznych mistrzostw Europy na Stadionie Olimpijskim w Monachium.
Tytułu sprzed czterech lat nie obroniła Niemka Gesa Felicitas Krause.

## Terminarz
Źródło: european-athletics.com.
| Data        | Godzina |            |
| ----------- | ------- | ---------- |
| 18 sierpnia | 09:20   | Eliminacje |
| 20 sierpnia | 22:13   | Finał      |

## Rekordy
Tabela prezentuje rekord świata, rekord Europy, rekord mistrzostw Europy oraz najlepsze wyniki na listach światowych i listach europejskich w sezonie 2022 przed rozpoczęciem mistrzostw. Źródło: european-athletics.com, worldathletics.org.
|                          | Zawodnik           | Wynik   | Miejsce   | Data                  |
| ------------------------ | ------------------ | ------- | --------- | --------------------- |
| Rekord świata            | Beatrice Chepkoech | 8:44,32 | Monako    | 20 lipca 2018(dts)    |
| Rekord Europy            | Gulnara Samitowa   | 8,58,81 | Pekin     | 17 sierpnia 2008(dts) |
| Rekord mistrzostw Europy | Julija Zarudniewa  | 9:17,57 | Barcelona | 30 lipca 2010(dts)    |
| Listy światowe           | Norah Jeruto       | 8:53,02 | Eugene    | 20 lipca 2022(dts)    |
| Listy europejskie        | Elizabeth Bird     | 9:07,87 | Monako    | 10 sierpnia 2022(dts) |

## Rezultaty

### Eliminacje
Awans: 5 najlepszych z każdego biegu (Q) oraz 5 z najlepszymi czasami wśród przegranych (q). Źródło: european-athletics.com.
| Poz. | Bieg | Zawodniczka             | Reprezentacja   | Czas     | Uwagi |
| ---- | ---- | ----------------------- | --------------- | -------- | ----- |
| 1.   | 1    | Luiza Gega              | Albania         | 9:30,93  | Q     |
| 2.   | 1    | Tuğba Güvenç            | Turcja          | 9:31,86  | Q,    |
| 3.   | 1    | Alicja Konieczek        | Polska          | 9:33,54  | Q,    |
| 4.   | 1    | Aimee Pratt             | Wielka Brytania | 9:39,22  | Q     |
| 5.   | 2    | Lea Meyer               | Niemcy          | 9:39,55  | Q     |
| 6.   | 2    | Adva Cohen              | Izrael          | 9:39,99  | Q     |
| 7.   | 2    | Elizabeth Bird          | Wielka Brytania | 9:40,05  | Q     |
| 8.   | 2    | Irene Sánchez-Escribano | Hiszpania       | 9:41,12  | Q     |
| 9.   | 2    | Chiara Scherrer         | Szwajcaria      | 9:41,85  | Q     |
| 10.  | 1    | Claudia Prisecaru       | Rumunia         | 9:43,51  | Q     |
| 11.  | 2    | Elena Burkard           | Niemcy          | 9:43,97  | q     |
| 12.  | 2    | Carolina Robles         | Hiszpania       | 9:45,70  | q     |
| 13.  | 2    | Maruša Mišmaš-Zrimšek   | Słowenia        | 9:46,06  | q     |
| 14.  | 1    | Natalija Strebkowa      | Ukraina         | 9:47,35  | q     |
| 15.  | 1    | Michelle Finn           | Irlandia        | 9:49,85  | q     |
| 16.  | 1    | Olivia Gürth            | Niemcy          | 9:50,95  |       |
| 17.  | 2    | Flavie Renouard         | Francja         | 9:50,95  |       |
| 18.  | 1    | Greta Karinauskaitė     | Litwa           | 9:55,11  |       |
| 19.  | 2    | Lena Millonig           | Austria         | 9:57,50  |       |
| 20.  | 1    | Linn Söderholm          | Szwecja         | 9:57,53  |       |
| 21.  | 1    | Alexa Lemitre           | Francja         | 9:58,49  |       |
| 22.  | 2    | Patrycja Kapała         | Polska          | 9:59,46  |       |
| 23.  | 1    | Blanca Fernández        | Hiszpania       | 10:00,26 |       |
| 24.  | 2    | Eilish Flanagan         | Irlandia        | 10:00,72 |       |
| 25.  | 1    | Lili Anna Vindics-Tóth  | Węgry           | 10:08,18 | SB    |
| 26.  | 1    | Elise Thorner           | Wielka Brytania | 10:08,46 |       |
| 27.  | 2    | Emilia Lillemo          | Szwecja         | 10:09,18 |       |
| 28.  | 1    | Martina Merlo           | Włochy          | 10:12,13 |       |
| 29.  | 1    | Eline Dalemans          | Belgia          | 10:15,73 |       |
| 30.  | 2    | Laura Dalla Montà       | Włochy          | 10:28,20 |       |
| 31.  | 2    | Ruken Tek               | Turcja          | 10:31,84 |       |

### Finał
Źródło: european-athletics.com.
| Poz. | Zawodniczka             | Reprezentacja   | Czas    | Uwagi |
| ---- | ----------------------- | --------------- | ------- | ----- |
| 1 !  | Luiza Gega              | Albania         | 9:11,31 | CR    |
| 2 !  | Lea Meyer               | Niemcy          | 9:15,35 | PB    |
| 3 !  | Elizabeth Bird          | Wielka Brytania | 9:23,18 |       |
| 4.   | Alicja Konieczek        | Polska          | 9:25,15 | PB    |
| 5.   | Tuğba Güvenç            | Turcja          | 9:25,58 | PB    |
| 6.   | Claudia Prisecaru       | Rumunia         | 9:35,17 |       |
| 7.   | Aimee Pratt             | Wielka Brytania | 9:35,31 |       |
| 8.   | Adva Cohen              | Izrael          | 9:36,84 |       |
| 9.   | Natalija Strebkowa      | Ukraina         | 9:37,52 |       |
| 10.  | Irene Sánchez-Escribano | Hiszpania       | 9:37,84 |       |
| 11.  | Carolina Robles         | Hiszpania       | 9:38,96 |       |
| 12.  | Elena Burkard           | Niemcy          | 9:39,63 | SB    |
| 13.  | Chiara Scherrer         | Szwajcaria      | 9:43,95 |       |
| 14.  | Michelle Finn           | Irlandia        | 9:47,57 |       |
| 15.  | Maruša Mišmaš-Zrimšek   | Słowenia        | 9:53,81 |       |